# Eulalia
Eulalia es un género de plantas herbáceas de la familia de las poáceas. Comprende a unas 30 especies de hierbas perennes de las zonas tropicales de África, Asia y Australia. 

## Etimología
El nombre del género fue otorgado en honor de la artista botánica Eulalie Delile.

## Citología
Número de la base del cromosoma, x = 5 y 10. 2n = 20 y 40.

## Especies seleccionadas
- Eulalia aurea (Bory) Kunth
- Eulalia elata Peter
- Eulalia fulva (R.Br.) Kuntze
- Eulalia japonica  Trin.
- Eulalia leschenaultiana (Decne.) Ohwi
- Eulalia speciosa  Kuntze
- Eulalia villosa Nees
- Eulalia viminea (Trin.) Kuntze[2]